# Tomball (Teksas)
Tomball je grad u američkoj saveznoj državi Teksas. Prema popisu stanovništva iz 2010. u njemu je živjelo 10.753 stanovnika.